# Dorfkirche Jenaprießnitz

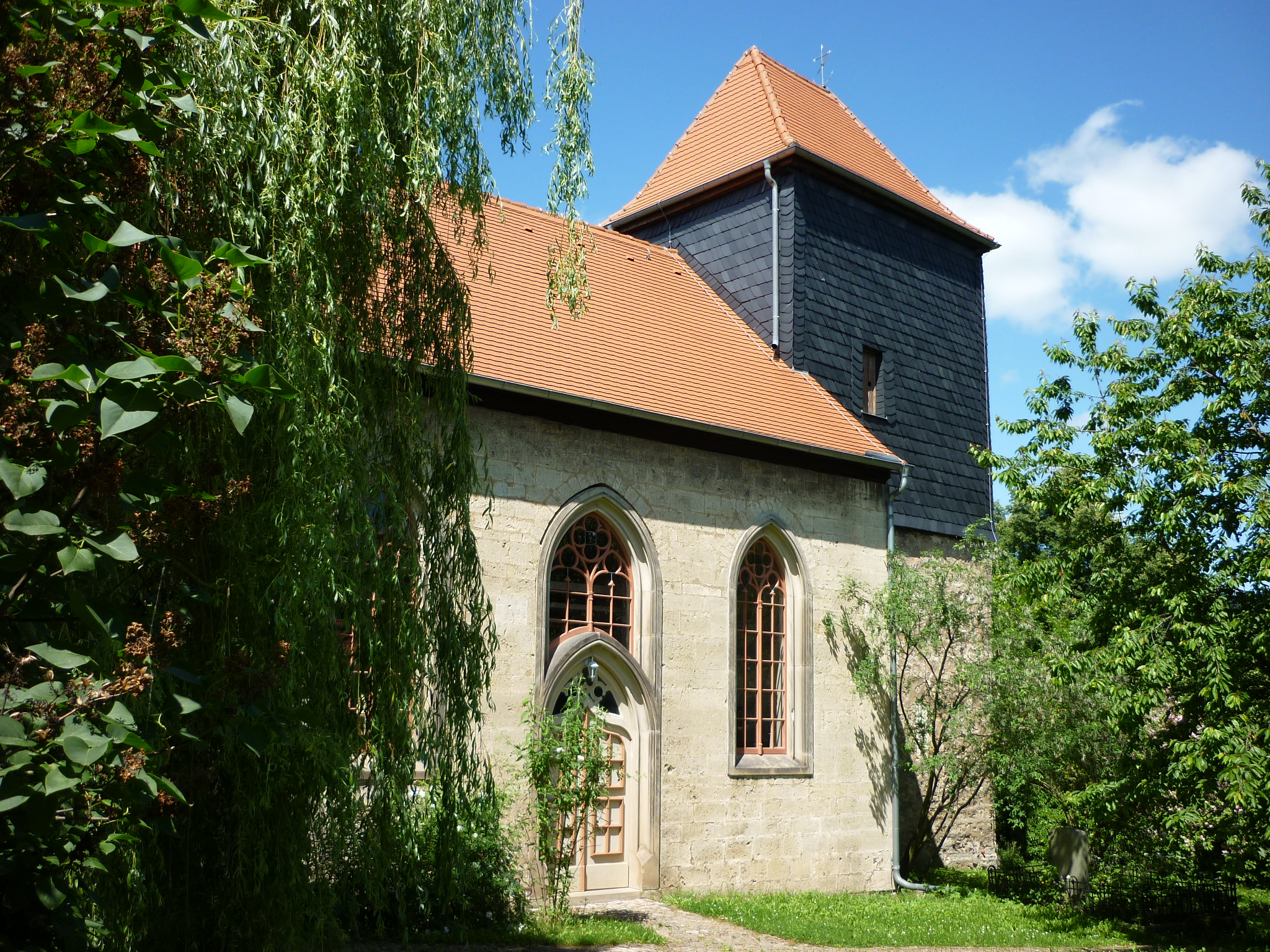
Dorfkirche Jenaprießnitz

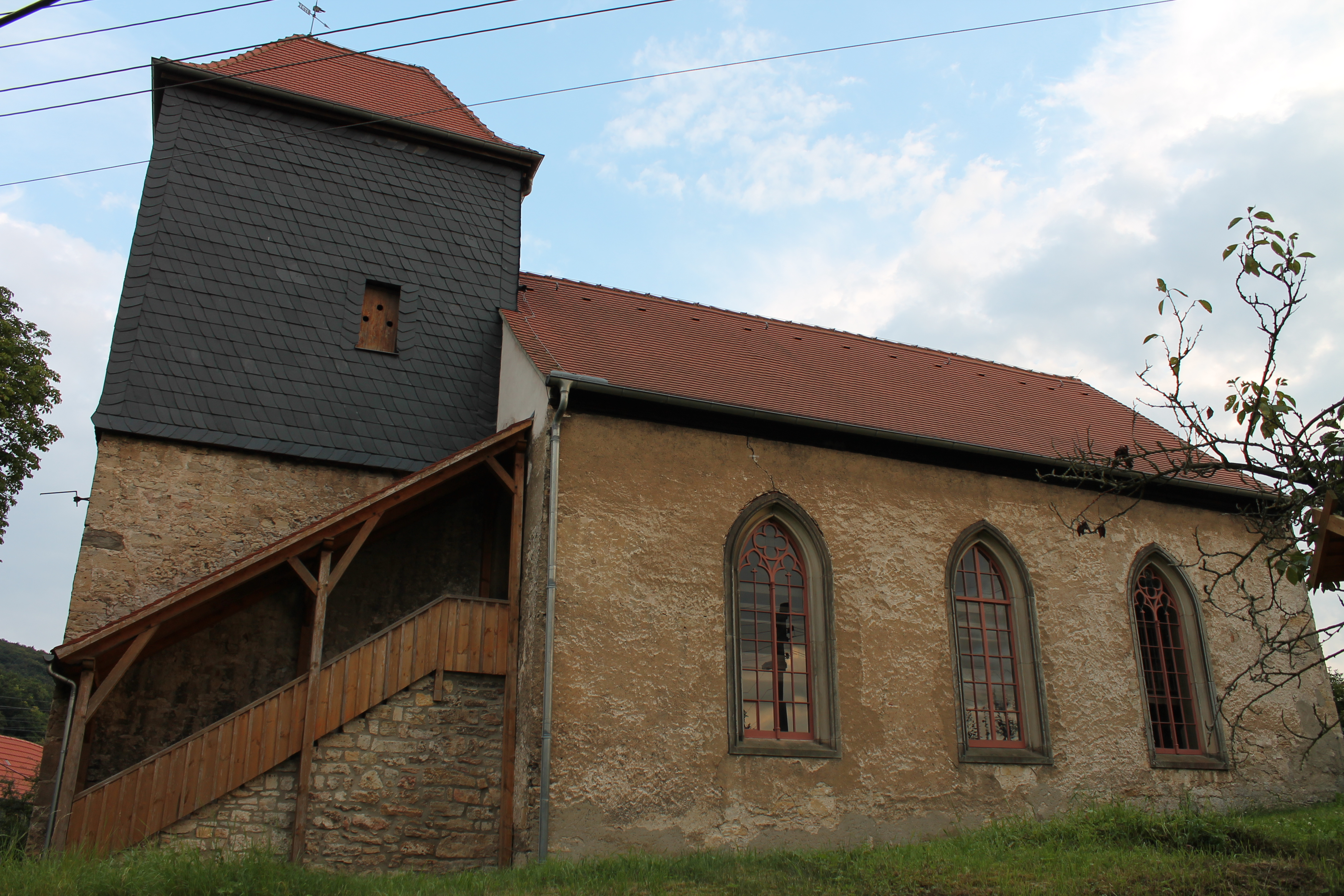
Straßenseite

Die Dorfkirche Jenaprießnitz steht im Stadtteil Jenaprießnitz der Stadt Jena in Thüringen. Sie gehört zum Kirchenkreis Jena.

## Lage
Östlich von Jena im Gembdental liegt das ländliche Dorf als Stadtteil von Jena. Nördlich führt die Bundesstraße 7 von Jena nach Bürgel führend vorbei. Das Tal wird durch die bewaldete Wöllmisse und nach Norden durch den Jenzig bzw. das Hufeisen tangiert.

## Geschichte
Die Dorfkirche bestand wohl schon laut Baufunden bereits zur urkundlichen Ersterwähnung des Dorfes 1252. Aus dieser Zeit stammt das hohe, schmale Lanzettfenster an der Chorostseite und das Kreuzgewölbe im Chor.

## Die Kirche heute
Die Kirche wurde bei einem Brand im Jahre 1637 zerstört. Das Gotteshaus, besonders das Kirchenschiff, ist ein vollendeter Neubau aus dem Jahr 1856, in das Bauteile aus der Vorgängerkirche einbezogen worden sind.  
Sie ist ein einschiffiges Gotteshaus mit eingezogenen, langrechteckigem Chorturm aus frühgotischer Zeit. Der obere Teil ist bei einer Erneuerung mit schieferverkleideten Fachwerk und Walmdach errichtet worden. Im Langhaus lassen zweizonige frühgotische Lanzettfenster an der Ost- und Südseite (heute ist die Südseite zugemauert) und ein spätgotisches Vorhangbogenfenster mit Kehlen und Leisten das Innere der Kirche erstrahlen.
Die Kirche liegt am Kirchenradweg Jena – Thalbürgel.

## Das Kircheninnere
An dem Wänden eine dreiseitige Empore. Der Raum hat eine Flachdecke sowie einen spitzbogigen Triumphbogen, der sich zum Chor öffnet. Das Kreuzgewölbe bildet den Abschluss mit einem Reliefstein mit Kopf von Jesus.

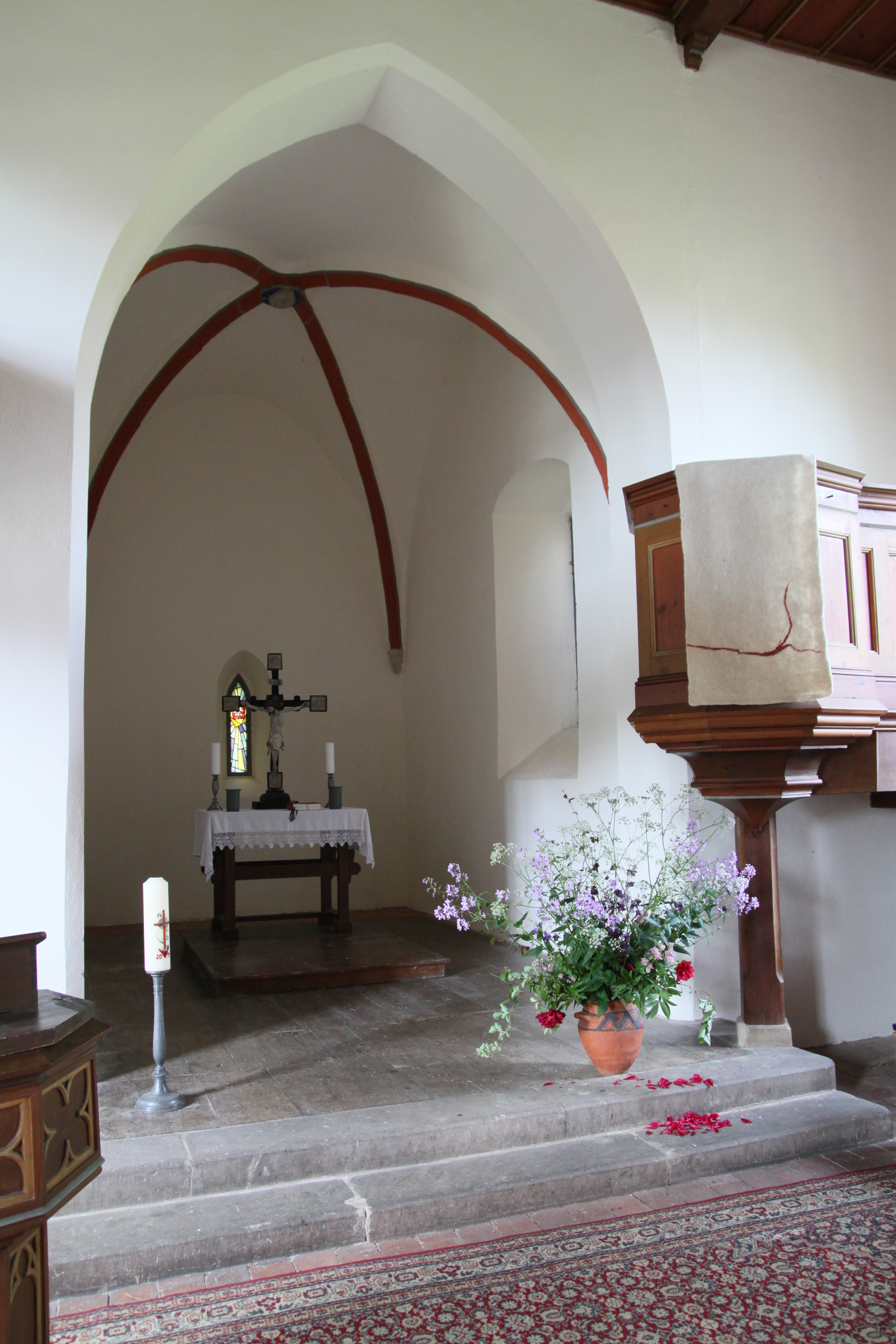
Altarraum der Kirche Jenaprießnitz
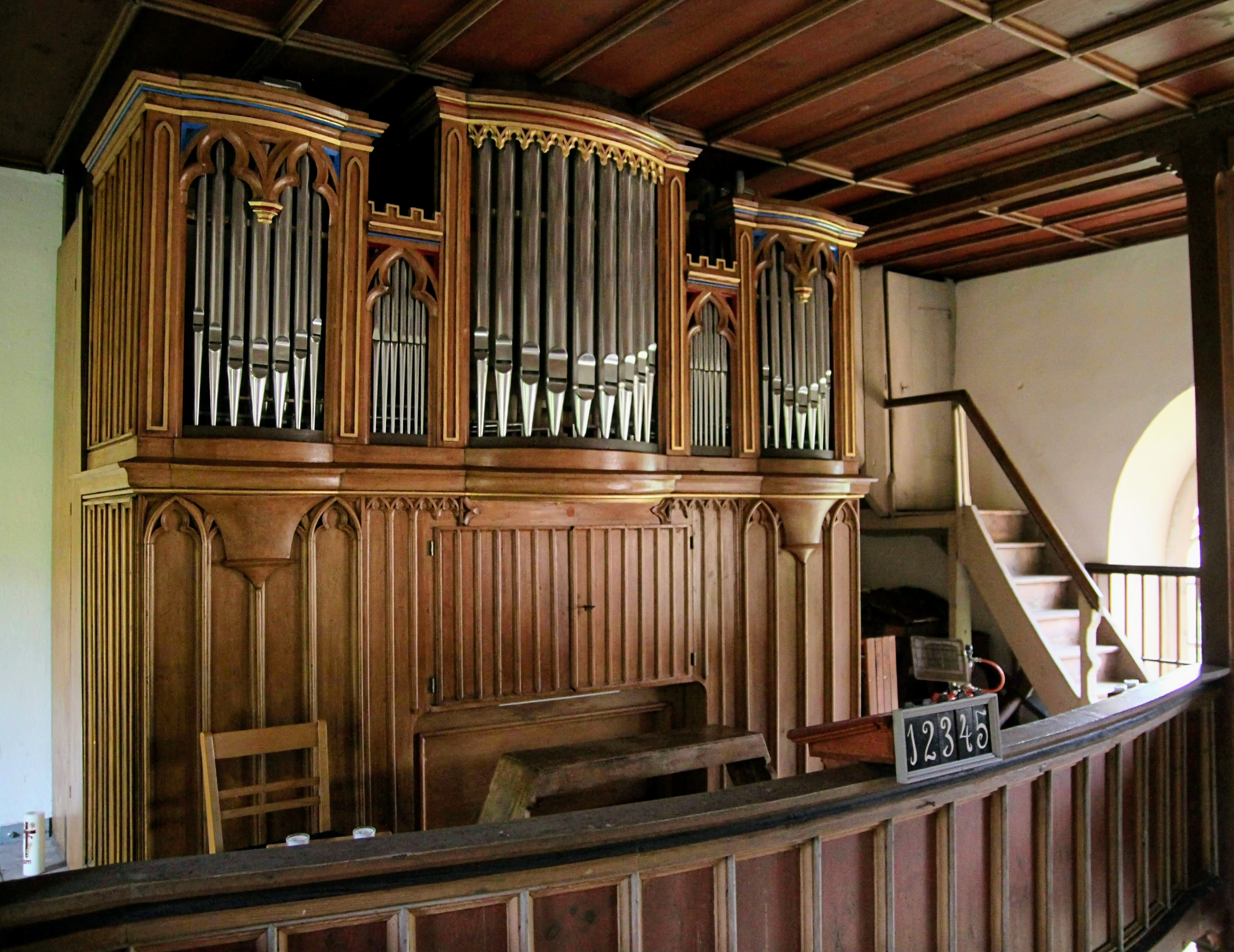
Orgel der Kirche Jenaprießnitz

## Ausstattung
- frühgotisches Kruzifix
- Mittelbild eines ehemaligen Dreiflügelbildes
- Orgel wohl von Adolf Poppe aus Roda[1][2]